# Ohio Express

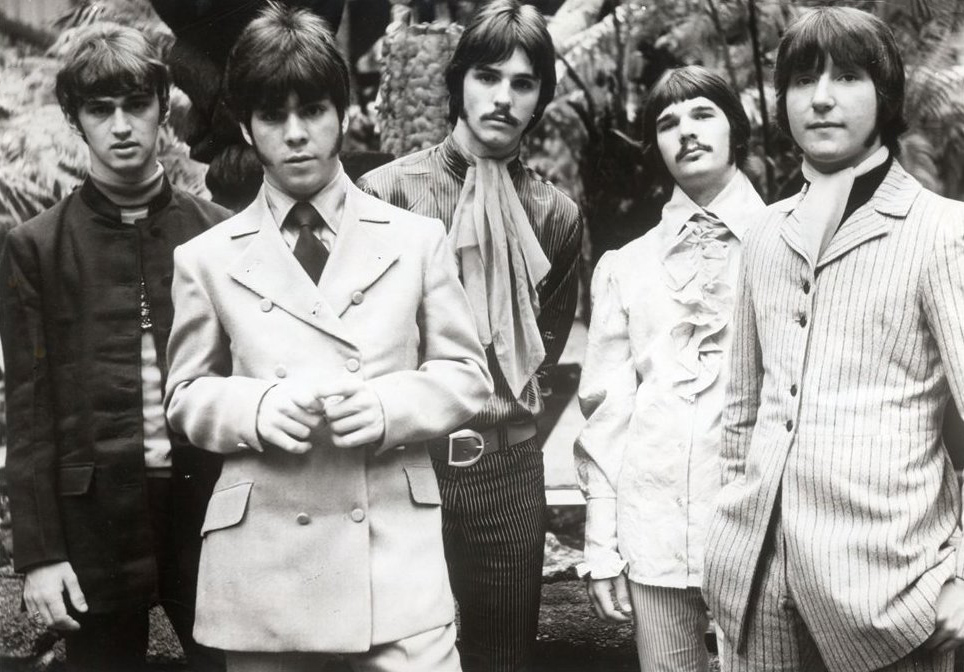
Ohio Express (1967)

Die Band Ohio Express wurde 1967 gegründet und war ein Vertreter des Bubblegum-Genres. Sie stammte aus dem Mittleren Westen der Vereinigten Staaten, aus Mansfield, Ohio.

## Bandgeschichte
Die Mitglieder der Band kannten sich schon seit der High School. Als die Produzenten Jerry Kasenetz und Jeff Katz von „Buddah Records“ für ihren neuen Bubblegum-Sound eine junge, poppige Band suchten, fanden sie die bis dahin noch völlig unbekannte Gruppe Ohio Express, die dadurch schlagartig berühmt wurde.
Der Höhepunkt ihres Erfolges fand in den Jahren 1968/69 statt. In dieser Zeit brachten sie bei „Buddah Records“ mehrere Alben und Singles heraus, zum Beispiel Chewy Chewy, Sweeter than Sugar, Mercy und Down at Lulus. Der Sänger der Gruppe, Joey Levine, sang, wie immer gesagt wurde, als hätte er eine Menge Kaugummi im Mund. Verglichen mit anderen Bubblegum-Bands, wie beispielsweise der 1910 Fruitgum Company, den Archies, Music Explosion, Middle of the Road, der Partridge Family oder den Bay City Rollers, spielten sie härtere Musik. Der Anfangsriff ihres Erfolgshits Yummy Yummy Yummy wurde von vielen Bands übernommen, bis hin zu Judas Priest.
Die Gruppe Ohio Express mit dem Gründungsmitglied Doug Grassel lebte zeitweise in Europa und gab hier viele Konzerte.
Die letzte Single erschien in Deutschland unter dem leicht modifizierten Bandnamen OHIO X PRESS.
2013 erschien ein Mitschnitt eines Konzertes, das 2013 von Antenne Brandenburg live übertragen wurde auch auf CD unter dem Titel Still Alive & Rockin.

## Originalbesetzung
- Joey Levine, Gesang
- Tim Corwin, Schlagzeug
- Dean Kastran, E-Bass
- Dale Powers, Gitarre
- Doug Grassel, Gitarre (* 5. Juli 1949 Ohio; † 21. September 2013 in Köln)
- Jim Pfayler, Keyboards

## Diskografie

### Alben
| Jahr | Titel            | Höchstplatzierung, Gesamtwochen, AuszeichnungChartsChartplatzierungen (Jahr, Titel, Platzierungen, Wochen, Auszeichnungen, Anmerkungen) | Anmerkungen |
| Jahr | Titel            | US | Anmerkungen |
| ---- | ---------------- | --- | ----------- |
| 1968 | The Ohio Express | US126 (11 Wo.)US |             |
| 1969 | Chewy Chewy      | US191 (2 Wo.)US |             |

Weitere Alben
- 1968: Beg, Borrow and Steal
- 1969: Mercy
- 1970: The Very Best of the Ohio Express
- 2001: Yummy Yummy Yummy – The Best of the Ohio Express
- 2013: Still Alive & Rockin

### Singles
| Jahr | Titel Album                        | Höchstplatzierung, Gesamtwochen, AuszeichnungChartplatzierungen (Jahr, Titel, Album, Platzierungen, Wochen, Auszeichnungen, Anmerkungen) | Höchstplatzierung, Gesamtwochen, AuszeichnungChartplatzierungen (Jahr, Titel, Album, Platzierungen, Wochen, Auszeichnungen, Anmerkungen) | Höchstplatzierung, Gesamtwochen, AuszeichnungChartplatzierungen (Jahr, Titel, Album, Platzierungen, Wochen, Auszeichnungen, Anmerkungen) | Höchstplatzierung, Gesamtwochen, AuszeichnungChartplatzierungen (Jahr, Titel, Album, Platzierungen, Wochen, Auszeichnungen, Anmerkungen) | Höchstplatzierung, Gesamtwochen, AuszeichnungChartplatzierungen (Jahr, Titel, Album, Platzierungen, Wochen, Auszeichnungen, Anmerkungen) | Anmerkungen                                                                    |
| Jahr | Titel Album                        | DE | AT | CH | UK | US | Anmerkungen                                                                    |
| ---- | ---------------------------------- | --- | --- | --- | --- | --- | ------------------------------------------------------------------------------ |
| 1967 | Beg, Borrow and Steal              | — | — | — | — | US29 (12 Wo.)US | Erstveröffentlichung: 17. Juni 1967 B-Seite: Maybe                             |
| 1968 | Try It Beg, Borrow and Steal       | — | — | — | — | US83 (2 Wo.)US | Erstveröffentlichung: 20. Januar 1968 B-Seite: Soul Struttin’                  |
| 1968 | Yummy Yummy Yummy The Ohio Express | DE3 (18 Wo.)DE | AT5 (16 Wo.)AT | CH8 (7 Wo.)CH | UK5 (15 Wo.)UK | US4 (14 Wo.)US | Erstveröffentlichung: 1. April 1968 B-Seite: Zig Zag                           |
| 1968 | Down at Lulu’s The Ohio Express    | DE20 (4 Wo.)DE | — | — | — | US33 (9 Wo.)US | Erstveröffentlichung: 6. Juli 1968 B-Seite: She’s Not Comin’ Home              |
| 1968 | Chewy Chewy                        | DE7 (18 Wo.)DE | AT18 (8 Wo.)AT | — | — | US15 (13 Wo.)US | Erstveröffentlichung: Oktober 1968 B-Seite: Firebird                           |
| 1969 | Sweeter Than Sugar Mercy           | DE16 (6 Wo.)DE | — | — | — | US96 (1 Wo.)US | Erstveröffentlichung: 16. Januar 1969 B-Seite: Nothing Is Sweeter Than My Baby |
| 1969 | Pinch Me (Baby Convince Me) –      | — | — | — | — | US99 (2 Wo.)US | Erstveröffentlichung: Juni 1969 B-Seite: Peanuts                               |
| 1969 | Mercy                              | DE14 (12 Wo.)DE | — | — | — | US30 (8 Wo.)US | Erstveröffentlichung: 8. Juli 1969 B-Seite: Roll It Up                         |
| 1969 | Sausalito (Is the Place to Go) –   | — | — | — | — | US86 (2 Wo.)US | Erstveröffentlichung: August 1969 B-Seite: Make Love Not War                   |

grau schraffiert: keine Chartdaten aus diesem Jahr verfügbar
Weitere Singles
- 1969: Cowboy Convention / The Race (That Took Place)
- 1969: Love Equals Love / Peanuts
- 1970: Hot Dog / Ooh La La
- 1970: That’s the Way a Woman Is / Talking ’Bout You
- 1994: Catchy Catchy Groove
- 2009: I Need You
- 2010: Swingin & Rockin the Blues (als Garrison & Ohio Express)
- 2011: Boom Boom (Rebeling Song)